# Shengjian mantou
Shengjian mantou (Cinese Wu: ssanji mhoedhou, conosciuta anche come shengjianbao al di fuori della regione parlante Wu) è un tipo di piccolo baozi fritto (panini al vapore) che sono una specialità di Shanghai.
Di solito è farcito con carne di maiale e gelatina che si mescola in una zuppa liquida quando viene cotto.
Lo Shengjian mantou è stata una delle colazioni più comuni a Shanghai sin dall'inizio del XX secolo. 

## Origine del nome
Nella lingua cinese moderna, un panino farcito e chiamato baozi o bao, mentre quando non è farcito si chiama mantou.
Sebbene nella regione dello Jiangnan dove è parlato Cinese Wu la parola mantou fa riferimento ad entrambi come nel cinese medio.
Quindi lo shengjian mantou è chiamato mantou nonostante sia un panino ripieno. Lo stesso vale per lo xiaolong mantou, che è spesso chiamato xiaolongbao nelle altre varianti di cinese.
Il nome shengjian mantou è spesso abbreviato in shengjian (|生煎, shēngjiān).